# En barkbåt till Eddie
En barkbåt till Eddie är en bok skriven av Viveca Lärn (hette då Viveca Sundvall). Boken utgavs 1992 av Rabén & Sjögren. Det är den andra boken i hennes serie om Eddie, som utspelar sig i västra Sverige.
Boken var nominerad till Augustpriset i kategorin "Årets svenska barn- och ungdomsbok".

## Handling
Boken handlar om sjuårige Eddie som bor med sin storebror Anders och sin pappa Lennart i ett hus på landet utanför Kungälv. Lennart kör lastbil och är ibland borta över natten. Han älskar sina pojkar men har en svaghet för alkohol och orkar inte riktigt leva upp till sina föresatser som ensamstående förälder. Anders är två år äldra än Eddie och får ibland ta på sig ett vuxenansvar för den lilla familjen. Eddie älskar hundar och blir överlycklig när Anders magister Axel lämnar sin hund hos pojkarna för en tid. Men Eddie får ett svårt astmaanfall när han är ensam hemma. Anders lyckas larma ambulans och får följa med Eddie till barnsjukhuset i Göteborg. Barnskötaren Klara har överseende med att Eddies sköldpadda Maxon Jonsson smugglats in för att hålla Eddie sällskap. Det fantastiska skeppet i entren till sjukhuset fångar Anders intresse när han kan slappna av efter att pappa Lennart kommit till avdelningen. Eddie bygger ett skepp på lekterapin och får ta med det hem. Han får läkemedel mot sin astma men kan inte ha kontakt med hundar eller katter i fortsättningen.

### Fotnoter
1. ↑  ”En barkbåt till Eddie” (på engelska). Worldcat. 13 mars 1992. http://www.worldcat.org/title/barkbat-till-eddie/oclc/60942266&referer=brief_results. Läst 16 januari 2015.
2. ↑  Ulla Rhedin (19 december 1992). ”Rejält realistisk tradition. Astmasjuke Eddie håller dramatiken vid liv”. Dagens nyheter. http://www.dn.se/arkiv/kultur/rejalt-realistisk-tradition-astmasjuke-eddie-haller-dramatiken-vid-liv. Läst 16 januari 2015.
3. ↑  ”En barkbåt till Eddie”. Augustpriset. 13 mars 1992. Arkiverad från originalet den 4 mars 2016. https://web.archive.org/web/20160304110435/http://www.augustpriset.se/bidrag/en-barkbat-till-eddie. Läst 10 september 2012.